# 琳恩·巴柏
琳恩·巴柏（Lynn Barber；1944年5月22日—），是一個英國記者，替《星期日泰晤士報》工作。她曾在牛津大學聖安妮學院就讀英語語言和文學。

## 外部連結
- Barber's contributions （页面存档备份，存于） at The Observer